# Понтелонго
Понтело́нго (итал. Pontelongo) — коммуна в Италии, располагается в провинции Падуя области Венеция.
Население составляет 3773 человека, плотность населения составляет 377 чел./км². Занимает площадь 10 км². Почтовый индекс — 35029. Телефонный код — 049.
Покровителем коммуны почитается святой апостол Андрей Первозванный, день памяти ─ 30 ноября.

## Города-побратимы
- Минербио, Италия[1]